# Kristotomus claviventris
Kristotomus claviventris là một loài tò vò trong họ Ichneumonidae.